# Þórarinn Skeggjason
Þórarinn Skeggjason (Thorarin, n. 1038) fue un escaldo del siglo XI en Islandia. Era hijo de Skeggi Björnsson de Reikiavik. Según Skáldatal, era un poeta de la corte de Harald Hardrada y compuso un drápa para el rey. Solo una estrofa y media se han conservado en las sagas reales, donde se cita que el rey Harald cegó al emperador bizantino Constantino IX (pero es probable que se tratase de Miguel V). El mismo episodio lo relata otro escaldo, Þjóðólfr Arnórsson en su Sexstefja.  
También aparece como personaje de la saga de Egil Skallagrímson.